# Lotniskowce typu Forrestal
Lotniskowce typu Forrestal służyły w US Navy w latach 1955–1998. Zbudowano 4 okręty tego typu.

## Okręty
|                            | Położenie stępki | Wodowanie | Wprowadzenie do służby | Wycofanie ze służby | Stan obecny                         |
| -------------------------- | ---------------- | --------- | ---------------------- | ------------------- | ----------------------------------- |
| USS „Forrestal” (CV-59)    | 07. 1952         | 12. 1954  | 10. 1955               | 09. 1993            | ma być zatopiony jako sztuczna rafa |
| USS „Saratoga” (CV-60)     | 12. 1952         | 10. 1955  | 04. 1956               | 08. 1994            | przekazany do zezłomowania          |
| USS „Ranger” (CV-61)       | 08. 1954         | 09. 1956  | 08. 1957               | 07. 1993            | przekazany do zezłomowania          |
| USS „Independence” (CV-62) | 07. 1955         | 06. 1958  | 01. 1959               | 09. 1998            | ma być zatopiony jako sztuczna rafa |

## Galeria

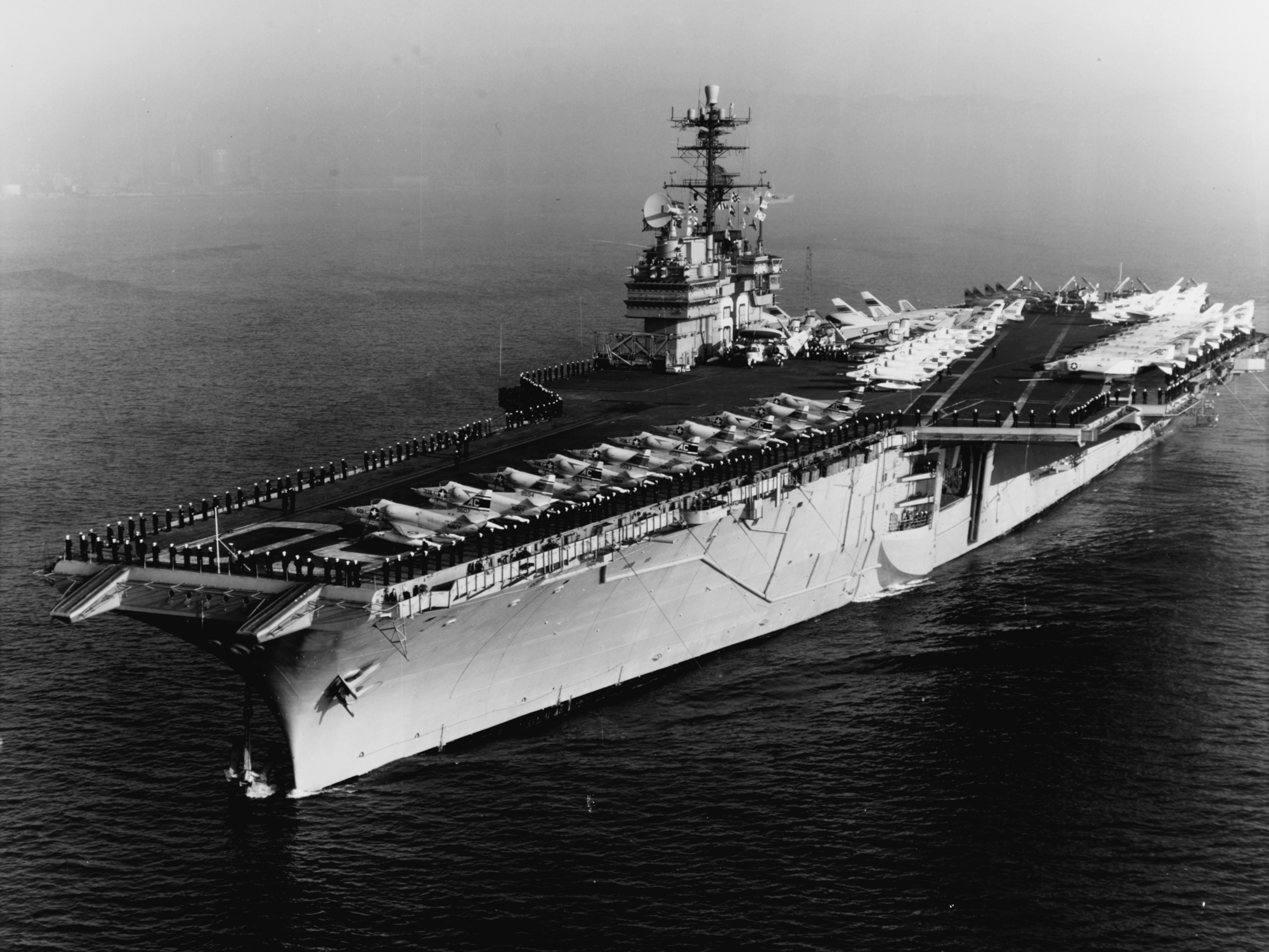
USS „Saratoga” CVA-60
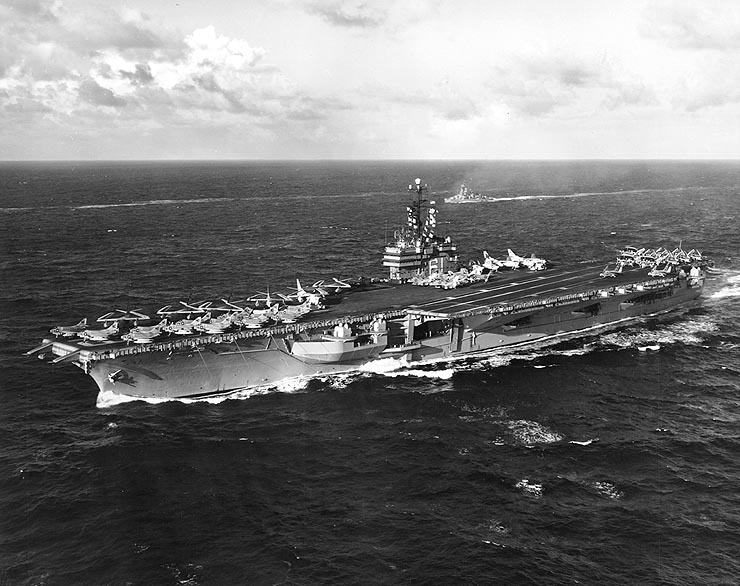
USS „Ranger” CVA-61
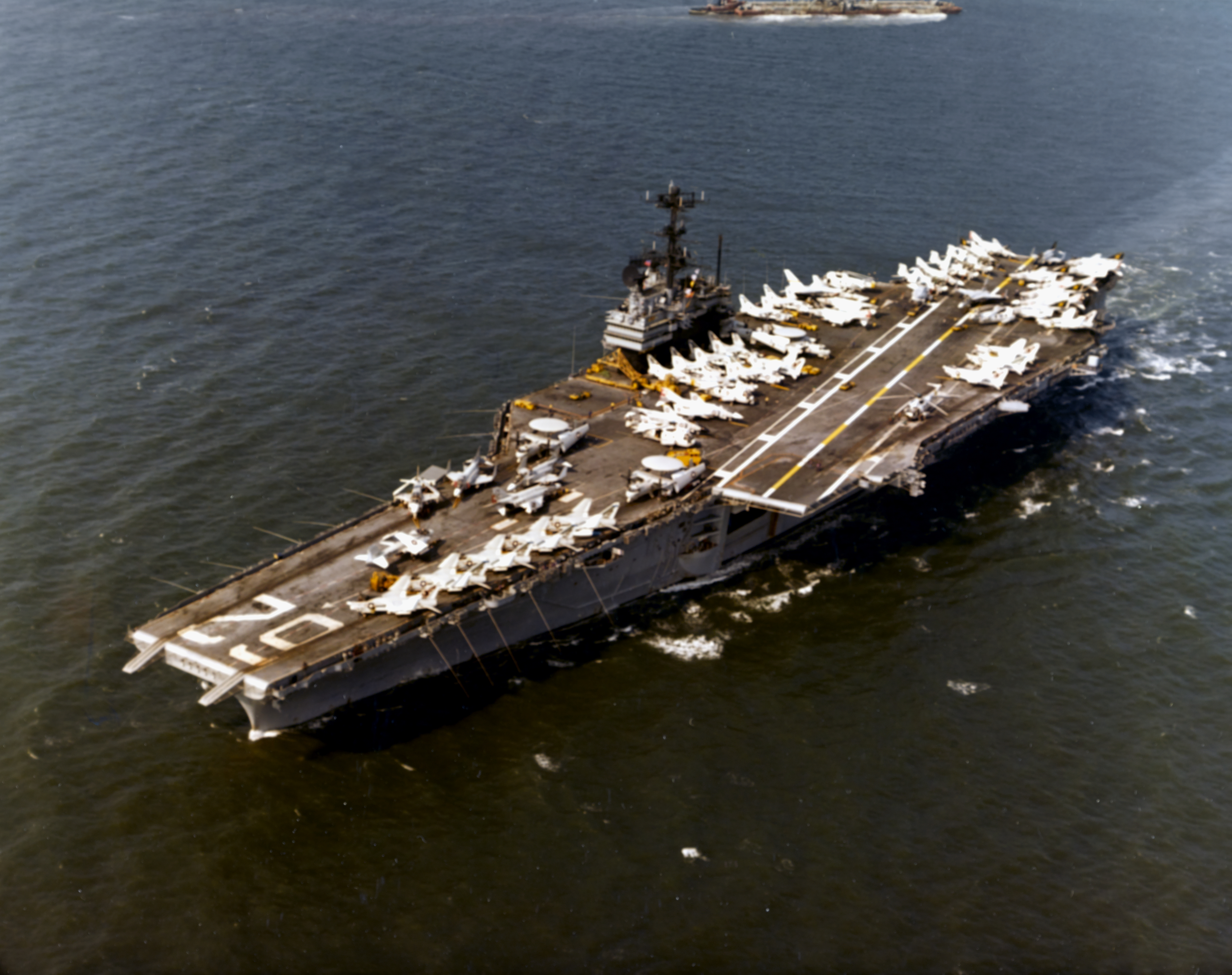
USS „Independence” CVA-62